# Museo Marítimo de Grecia

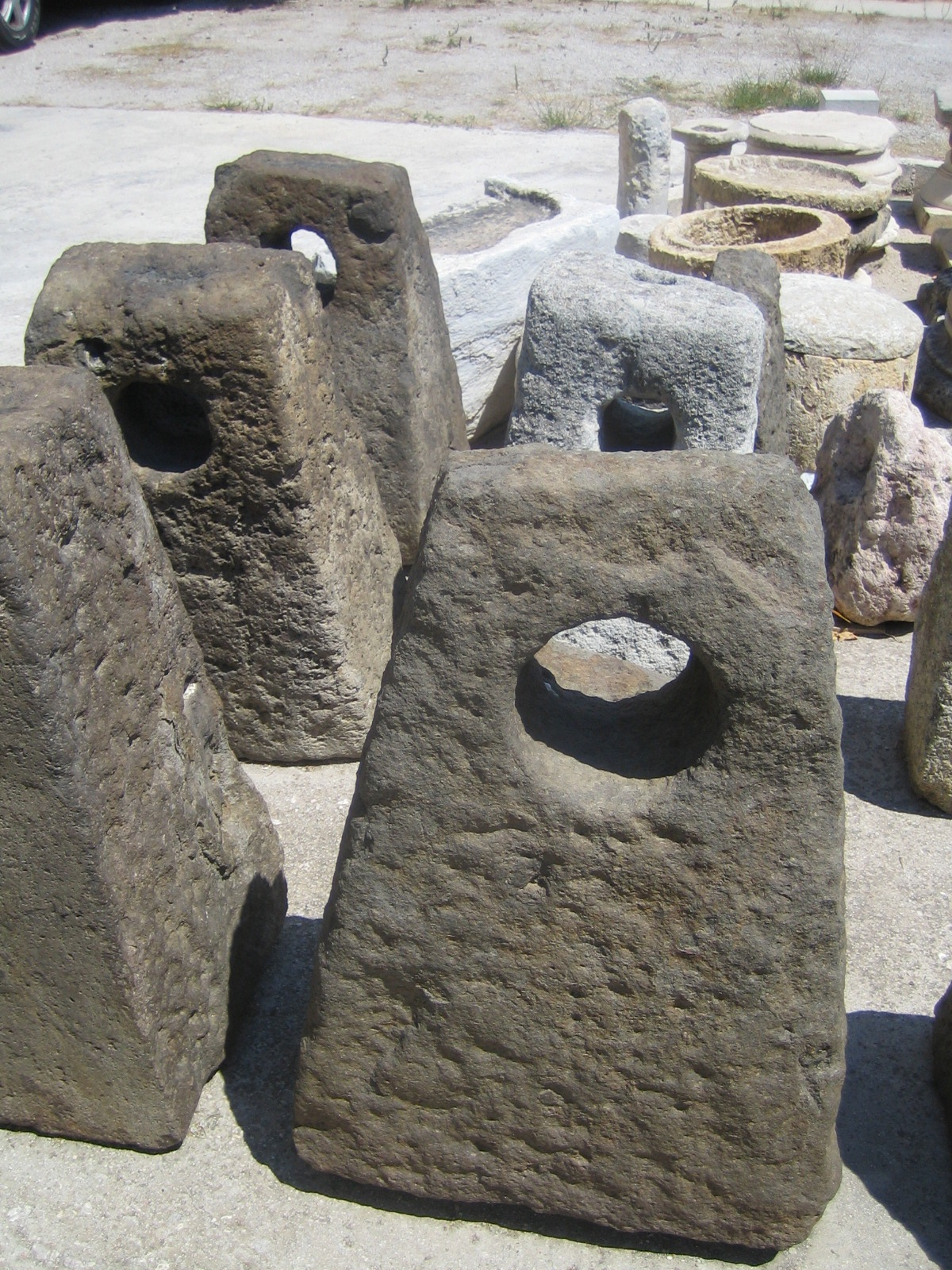
Anclas de piedra expuestas en el patio del Museo Marítimo de Grecia.

El Museo Marítimo de Grecia (en griego: Ναυτικό Μουσείο Ελλάδος) se fundó en 1949. Está situado en El Pireo, cerca del puerto de Zea. Posee unos 2 500 objetos que datan de la prehistoria hasta la actualidad. Muestra varios modelos de barcos, grandes esculturas de bronce recuperadas de las aguas y pinturas de tema naval de los siglos XIX  y XX.